# Căpușu Mare
Căpușu Mare es una comuna rumana situada en el distrito de Cluj. Según el censo de 2011, tiene una población de 3295 habitantes.